# Lycan
Lycan è una località degli Stati Uniti d'America, situata nella contea di Baca dello Stato del Colorado..

## Geografia fisica
Secondo i rilevamenti dell'United States Census Bureau, Lycan si trova a 1.178 m di altitudine.
La località si trova all'incrocio delle autostrade 89 e 116 nel Colorado.